# 莴苣叶紫云菜
莴苣叶紫云菜（学名：Strobilanthes lactacifolia）是爵床科紫云菜属的植物，是中国的特有植物。分布在中国大陆的贵州等地，目前尚未由人工引种栽培。

## 别名
莴苣叶马蓝（中国种子植物-数据库光盘）